# Quemigny-sur-Seine
Quemigny-sur-Seine is een gemeente in het Franse departement Côte-d'Or (regio Bourgogne-Franche-Comté) en telt 115 inwoners (2009). De plaats maakt deel uit van het arrondissement Montbard.

## Geografie
De oppervlakte van Quemigny-sur-Seine bedraagt 22,7 km², de bevolkingsdichtheid is dus 5,1 inwoners per km².
De onderstaande kaart toont de ligging van Quemigny-sur-Seine met de belangrijkste infrastructuur en aangrenzende gemeenten.

## Demografie
Onderstaande figuur toont het verloop van het inwonertal (bron: INSEE-tellingen).